# 哈氏頰脂鯉
哈氏頰脂鯉（学名：Apareiodon hasemani），為輻鰭魚綱脂鯉目脂鯉亞目下口半脂鯉科的其中一個種，分布於南美洲聖弗朗西斯科河流域，體長可達6.8公分，棲息在河川底中層水域，生活習性不明。